# Јован Штоковац
Јован Штоковац Џоја (Перој, код Пуле, 2. март 1922 — Нови Сад, 14. јул 1992) био је учесник Народноослободилачке борбе, генерал-потпуковник ЈНА и народни херој Југославије.

## Биографија
Рођен је 2. марта 1922. у Пероју, код Пуле. Живео је у Сремској Митровици, где је 1938. изучио машинбраварски занат и до почетка Другог светског рата 1941. радио као металски радник. Као млади металац, дошао је у додир са револуционарним радничким покретом и прикључио му се. Непосредно пред почетак рата 1941. постао је члан Комунистичке партије Југославије (КПЈ).
Након окупације Југославије, априла 1941. активно се укључио у 
Народноослободилачки покрет (НОП) и у лето исте године био у првој групи партизана на Фрушкој гори. Као члан Окружног комитета СКОЈ за Срем учествовао је августа 1941. у организацији бекства робијаша-комуниста из затвора у Сремској Митровици. Потом је постао борац Фрушкогорског партизанског одреда. Од првих устаничких дана истицао се храброшћу. Десетина којом је руководио, у својим првим акцијама, успешно је уништила шесточлану усташку патролу.
Године 1942. пребачен је у Посавски партизански одред, где је обављао дужност политичког комесара чете. Након реорганизације сремских партизанских одреда и формирања Трећег сремског партизанског одреда постављен је за помоћника политичког комесара Трећег посавског батаљона. Заједно са својим батаљоном и главнином сремских партизана, новембра 1942. прешао је у источну Босну.
Када је априла 1943. на Мајевици формирана Прва војвођанска ударна бригада именован је за политичког комесара Трећег батаљона. Иако најслабији, Трећи батаљон је његовом заслугом постао најборбенији батаљон Прве војвођанске бригаде, са највећим бројем бомбаша и пушкомитраљезаца. Посебно се истакао у борби с Немцима и усташама, који су тенковима и авионима настојали да деблокирају гарнизон у Брчком. Тада је успео да, заједно са својим батаљоном, задржи десет пута јачег непријатеља. Децембра 1943, у нападу на Тузлу, његов батаљон добио је најтежи задатак, који је и поред великих губитака, извршио до краја.
У каснијим борбама, најпре као помоћник политичког комесара и потом као политички комесар Прве војвођанске бригаде, учествовао је у готово свим борбама бригаде. У борби на Заједницама, у источној Босни, његова бригада је уништила више од петсто гестаповаца, запленила осам топова и велике количине ратног материјала. Године 1944, у маршу с терена око реке Босне у Црну Гору, у условима када су борци умирали од глади, Прва бригада је задавала тешке ударце непријатељу. После преласка пута Калиновик—Фоча и приликом спуштања на Сутјеску, његова бригада је добила задатак да запоседне Ветерник и осигура покрет корпуса преко Сутјеске на Милинкладе. Тада је био на најистуренијем положају и властитим примером подстицао борце на борбу, а положај је, с последњим борцима, напустио тек после извршеног задатка. Истакао се и у низу других борби међу којима су оне на Макишу и Чукарици, током Београдске операције, као и у Срему, код Руме и Митровице и у Барањи.
Након ослобођења, наставио је професионалну каријеру у Југословенској народној армији (ЈНА), где је обављао дужности — политичког комесара дивизије, начелника Штаба корпуса и др. Вишу војну академију ЈНА завршио је 1957. године. Демобилисан је 1980. у чину генерал-потпуковника.
Био је активни друштвено-политички радник САП Војводине обављајући дужности — покрајинског секретара за народну одбрану у Извршном већу Скупштине Војводине, од 27. октобра 1971. и касније члана Савета покрајине. Био је члан Покрајинског одбора СУБНОР Војводине и његов председник од 27. децембра 1988. године.
Преминуо је 14. јула 1992. у Новом Саду.
Носилац је Партизанске споменице 1941. и више других југословенских одликовања, међу којима су — Орден братства и јединства првог реда, Орден за војне заслуге првог реда, Орден партизанске звезде другог реда, Орден заслуга за народ другог реда и др. Орденом народног хероја одликован је 5. јула 1952. године.